# 마키노촌 (나라현)
마키노촌(牧野村)은 나라현 우치군에 설치되었던 촌이다. 현재의 고조시 북서부에 해당한다.